# Vance Joy
Pour les articles homonymes, voir Joy.
James Keogh (né le 1er décembre 1987, à Melbourne), plus connu sous le nom de scène de Vance Joy, est un auteur-compositeur-interprète australien. Il est principalement connu pour sa chanson Riptide (2013).

## Biographie
À la fin des années 2000, tout en complétant un double baccalauréat en droit et en art, James Keogh participe à plusieurs soirées open-mike dans sa ville natale de Melbourne. Il joue aussi pour l’équipe de football de son université,. 
En 2012, Vance Joy commença en jouer des petites chansons dans des cafés le dimanche après-midi. Il a ensuite trouvé son nom d'artiste dans un livre et il aimait le son des mots. Il trouvait que ça allait être mémorable pour son public. 
Une première version de sa chanson Riptide publiée sur Internet connaît un certain succès. Il décide alors de se consacrer à plein temps à la musique. C'est à ce moment qu'il endosse le surnom de Vance Joy. Il rend ainsi hommage à l’un des personnages de la nouvelle Bliss, écrite par Peter Carey.
Le succès est au rendez-vous et se fait de plus en plus important. Pour l'épauler, le chanteur embauche un gérant. Vance Joy joue dans des salles toujours plus grandes les unes que les autres et enregistre alors son premier EP God Love You When You’re Dancing. Le premier single From Afar sort en janvier 2013. L’intégralité du mini-album suit en mars. C'est sur ce EP que se retrouve Riptide qui le fait connaître partout en Australie. Il est même certifié trois fois platine et est récompensé au Triple’s Hottest 100 de 2013 devant Lorde,. Le mini-album est également en lice de deux ARIA Music Awards à la fin de l'année. Grâce à ce succès, il signe un contrat de cinq albums avec Atlantic Records,,.
Tout en continuant sa série de spectacles, Vance Joy prépare la sortie de son premier album, Dream Your Life Away. Après les chansons From Afar et Riptide, c’est la pièce «Mess is Mine» qui est choisie en juillet 2014 pour être le troisième single de l'album. Par la suite, le chanteur annonce la sortie de son album pour le mois de septembre 2014. Il sera suivi par une tournée Dream Your Life Away Tour.  
En 2015, il assure la première partie des concerts du 1989 World Tour de Taylor Swift. 
En juillet 2017, le morceau Lay It On Me est choisi comme le premier single du nouvel album à paraître.
En février 2018, son deuxième album studio, Nation of Two, arrive sur les tablettes. À la remise de prix ARIA Music Awards de 2018, l'album remporte la palme dans la catégorie Meilleur album adulte contemporain. 
Le 10 juin 2022, c'est la sortie de son troisième album studio, In Our Own Sweet Time.

## Vie privée
Depuis 2018, il fréquente l'actrice et chanteuse australienne Sophie Lowe,.

## Discographie

### En spectacle

#### Singles
- From Afar (2013)
- Riptide (2013)
- Mess Is Mine (2014)
- First Time (2014)
- Georgia (2014)
- Fire and the Flood (2015)
- Straight Into Your Arms (2016)
- All I Ever Wanted (2016)
- Great Summer (2016)
- Lay It On Me (2017)
- Like Gold (2017)
- We're Going Home (2018)
- Saturday Sun (2018)
- Call If you Need Me (2018)
- I'm With You (2018)
- Missing Piece (2021)
- Don't Fade (2022)
- Every Side of You (2022)
- Clarity (2022)

## Vidéographie

### Clips musicaux
- From Afar (2013)
- Riptide (2013)
- Mess Is Mine (2014)
- First Time (2014)
- Snaggletooth (2014)
- Play with fire (2014)
- Lay It On Me (2017)
- We're Going Home (2018)
- Saturday Sun (2018)
- Call If you Need Me (2018)
- I'm With You (2019)
- Missing Piece (2021)
- Don't Fade (2022)
- Solid Ground (2022)
- Catalonia (2022)
- Way That I'm Going (2022)
- Every Side of You (2022)
- Clarity (2022)
- Wavelenght (2022)
- Boardwalk (2022)
- Looking At Me Like That (2022)
- This One (2022)
- Daylight (2022)